# مونرو مارك فريدمان
مونرو مارك فريدمان (بالإنجليزية: Monroe Mark Friedman) هو قاضي ومحامي أمريكي، ولد في 10 أكتوبر 1895، وتوفي في 12 نوفمبر 1978.